# Roar Strand
Roar Strand (* 2. února 1970, Trondheim, Norsko) je bývalý norský fotbalový záložník a reprezentant.

## Klubová kariéra
Na klubové úrovni hrál fotbal v Norsku v mužstvech Rosenborg BK a Molde FK. S Rosenborgem nasbíral celou řadů domácích trofejí – 16 ligových titulů a pět double (čili navíc triumfy v norském poháru), což je unikátní počin.

## Reprezentační kariéra
V A-týmu Norska debutoval 5. 6. 1994 v přátelském utkání v Solně proti týmu Švédska (prohra 0:2). Celkem odehrál v letech 1994–2003 za norský národní tým 42 zápasů a vstřelil 4 góly.
Zúčastnil se MS 1994 v USA, MS 1998 ve Francii a EURA 2000 v Belgii a Nizozemsku.